# Charles Perrière
 (novembre 2012).
 (septembre 2023).
Si vous disposez d'ouvrages ou d'articles de référence ou si vous connaissez des sites web de qualité traitant du thème abordé ici, merci de compléter l'article en donnant les références utiles à sa vérifiabilité et en les liant à la section « Notes et références ».
 (septembre 2023).
Charles Perrière est un acteur franco-centrafricain né le 26 décembre 1975 à Bangui.

## Biographie
Charles Perrière est un acteur autodidacte. Il commence sa carrière en tant qu’athlète de haut en niveau en cofondant le groupe Yamakasi en 1997. Après le succès de leur passage sur France 2 cette même année ou ils présentent au monde entier la discipline du Parkour, les portes du spectacle et du cinéma s’ouvrent à lui. Il rejoint la troupe de la comédie Musicale Notre Dame de Paris en tant qu’artiste chorégraphique. Pendant trois ans, il se produit en Europe et au Canada. Au bout de cette longue aventure, il est sollicité par les producteurs pour former d’autres artistes pour l’adaptation de la pièce en Angleterre.
Passionné de cinéma et de comics depuis l’enfance, Charles décide de porter à l’image sa discipline sportive à travers une histoire inspirée de sa vie, c’est ainsi que le film Yamakasi produit par Luc Besson voit le jour en 2001. Il réitère cette expérience en 2004 à travers le film Les fils du vent produit par UGC IMAGE .
En 2005, fort de l'engouement que suscite sa discipline dans le monde, il crée avec Malik Diouf l'association Gravity Style afin de promouvoir cette activité sportive.
Charles Perrière et Malik Diouf produisent en 2008 le DVD du même nom qui relate l'historique de la discipline, et révèle quelques athlètes du moment.
En 2010, Charles tourne dans la série allemande Lasko. Cette même année, il crée le concept Gravity Art qui revêt la forme d'une troupe d'artistes et crée des spectacles à destination du milieu de l'événementiel.
Il crée fin 2011, la société Gravity Art au sein de laquelle il continue de proposer des spectacles toujours plus novateurs. Il développe également en interne ses propres  projets cinématographiques.
Charles Perrière continue de promouvoir et rendre accessible la pratique du Parkour à travers son association Culture Parkour avec comme membre d'honneur David Belle.

## Filmographie

### Acteur
- 2000 : Taxi 2 : Ninja
- 2001 : Yamakasi : Ousmane "Sitting Bull" Bana
- 2004 : Les fils du vent : Logan
- 2008 : J'reviens, clip de NTM
- 2010 : Lasko, le protecteur : Scherge Dach (1 épisode)

### Scénariste
- 2001 : Yamakasi :  Ousmane "Sitting Bull" Bana (idée originale)
- 2004 : Les fils du vent : Logan